# Coto Laurel
Coto Laurel es un barrio ubicado en el municipio de Ponce en el estado libre asociado de Puerto Rico. En el Censo de 2010 tenía una población de 7123 habitantes y una densidad poblacional de 765,22 personas por km².

## Geografía
Coto Laurel se encuentra ubicado en las coordenadas 18°2′11″N 66°33′18″O / 18.03639, -66.55500. Según la Oficina del Censo de los Estados Unidos, Coto Laurel tiene una superficie total de 9.31 km², de la cual 9.12 km² corresponden a tierra firme y (2%) 0.19 km² es agua.

## Demografía
Según el censo de 2010, había 7123 personas residiendo en Coto Laurel. La densidad de población era de 765,22 hab./km². De los 7123 habitantes, Coto Laurel estaba compuesto por el 80.63% blancos, el 10.89% eran afroamericanos, el 0.28% eran amerindios, el 0.13% eran asiáticos, el 5.5% eran de otras razas y el 2.57% pertenecían a dos o más razas. Del total de la población el 99.34% eran hispanos o latinos de cualquier raza.